# Orbellia tetrachaeta
Orbellia tetrachaeta är en tvåvingeart som beskrevs av Gorodkov 1972. Orbellia tetrachaeta ingår i släktet Orbellia och familjen myllflugor. Inga underarter finns listade i Catalogue of Life.